# Cangrejo (cine y audiovisual)
Cangrejo también llamado tee o triángulo, es un instrumento de soporte con forma de “Y” o “T” utilizado como equipo de rodaje cinematográfico y producción televisiva que se usa para unir a las patas de un trípode de cámara y lograr mantenerlo estable e impedir que resbale o que produzca arañazos a la superficie del suelo. Consta de tres brazos que extendidos sujetan las patas de un trípode.

## Tipos
Se le suelen añadir ruedas, lo que permite que se mueva lateralmente la cámara (como lo puede hacer un cangrejo) y se ubique en distintas posiciones, si bien no el más adecuado para realizar un plano móvil a modo de dolly, se utiliza con esta función para espacios reducidos, producciones de bajo coste y cámaras ligeras, de modo que existen modelos de dolly cangrejo o crab dolly, si bien la mejor manera para poder repetir un movimiento es que la dolly se ubique sobre raíles.
De la palabra cangrejo o crab en inglés se utilizan otros términos como crab shot, a los planos laterales, donde la cámara se mueve en dirección lateral o angular como lo hace un cangrejo, asimismo se utiliza el verbo del inglés: crabbing, al movimiento de cámara de lado a lado o en dirección angular.